# Crotalaria inyangensis
Crotalaria inyangensis är en ärtväxtart som beskrevs av Roger Marcus Polhill. Crotalaria inyangensis ingår i släktet sunnhampor, och familjen ärtväxter. Inga underarter finns listade i Catalogue of Life.